# Distretto di Mukono
Il distretto di Mukono è un distretto dell'Uganda, situato nella Regione centrale.